# Ad Slinger

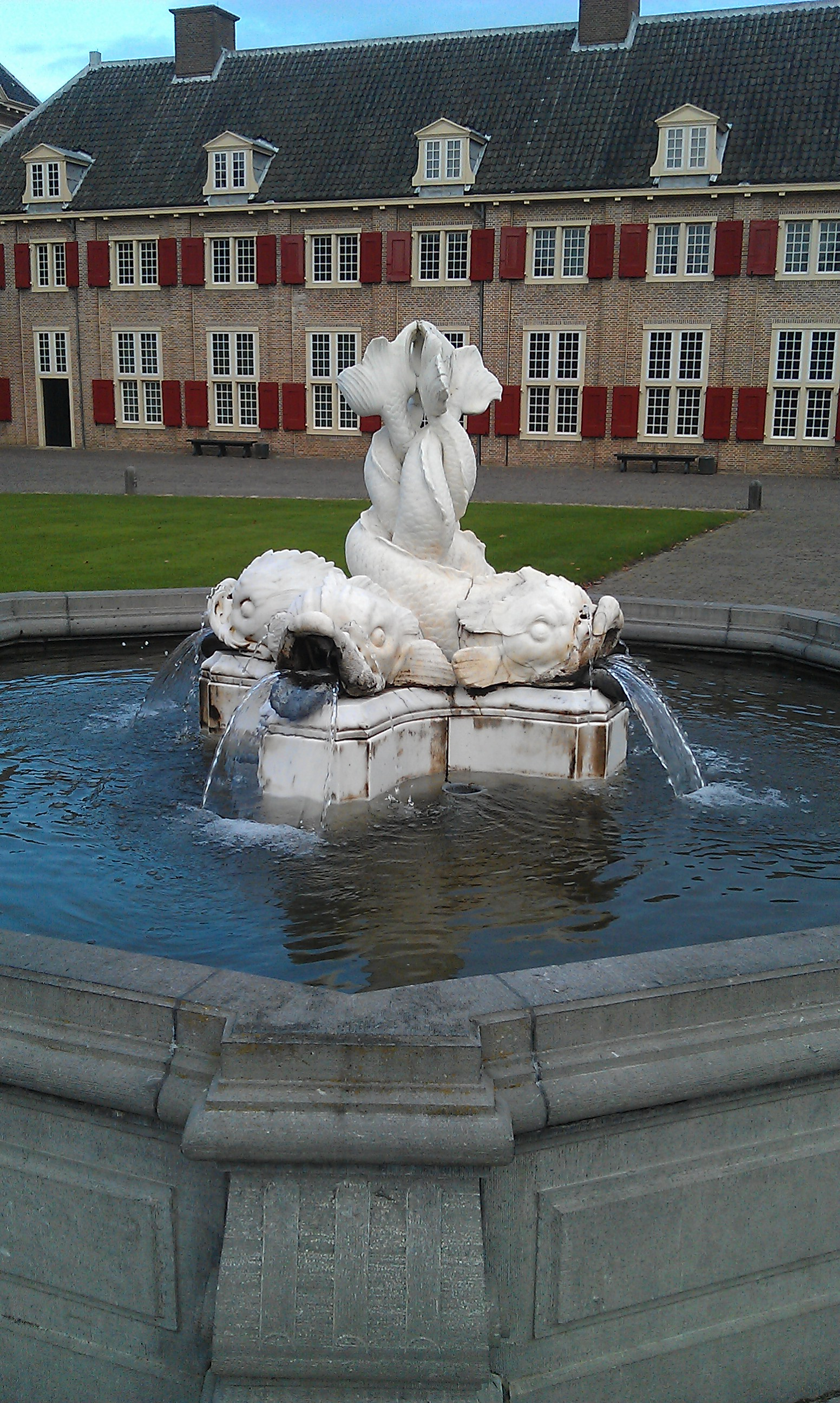
Restauratie dolfijnen op Het Loo

Ad (Adrianus) Slinger (Rotterdam, 13 november 1913 - Den Haag, 11 september 1984) was een Nederlands beeldhouwer. Hij was vanaf 1949 werkzaam bij de Rijksdienst voor de Monumentenzorg. In deze functie heeft Slinger vele beelden gerestaureerd voor diverse overheidsgebouwen en koninklijke paleizen.
Zijn restauratiewerk valt onder andere te zien op het Binnenhof in Den Haag en aan de voorzijde van Paleis Het Loo in Apeldoorn.

## Werken van Ad Slinger

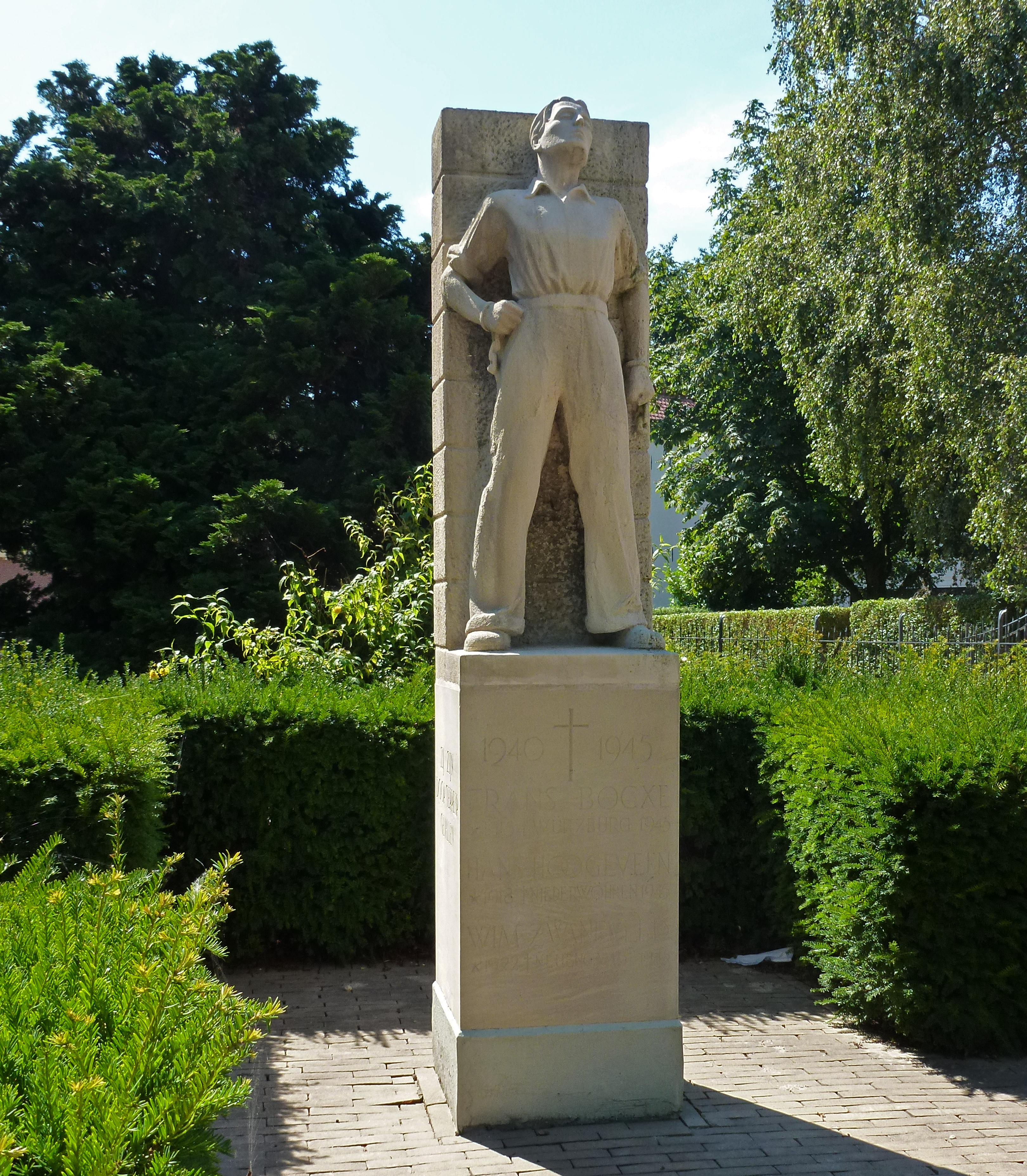
Verzetsmonument in Aarlanderveen

### Aarlanderveen, Verzetsmonument
Het Verzetsmonument in Aarlanderveen (gemeente Alphen aan den Rijn) is een wit natuurstenen beeld van een jonge mannenfiguur die met zijn rug tegen de muur staat. Het beeld verbeeldt een 'man voor het vuurpeloton', door de vijand tegen de muur geplaatst, die zijn ketenen met het aardse leven reeds heeft verbroken'. De blik van de man is hemelwaarts gericht 'want zijn laatste hoop en vertrouwen is gesteld op God. De rechterhand is nog even gebogen in afweer, als gedachte aan het verzet tegen de bezetter.'
Het beeld is geplaatst op een stenen voetstuk. In het voetstuk zijn in een koker een oorkonde en gegevens over de oorlogsslachtoffers ingemetseld. De tekst op het voetstuk luidt:
1940 - 1945 / ZIJ ZIJN GEVALLEN DOOR TERREUR GEDENKT HEN !
Het monument is geplaatst naast de Nederlands Hervormde kerk aan de Dorpsstraat te Aarlanderveen.

### Ochten, Monument voor het 44e Regiment Infanterie
Het Monument voor het 44e Regiment Infanterie in Ochten (gemeente Neder-Betuwe) is een stenen zuil met bovenop een beeld van een zich verheffende mannenfiguur. Het beeld staat symbool voor herrijzenis.
Op de zuil zijn in reliëf teksten en namen van oorlogsslachtoffers aangebracht.

### Weert, St. Martinusbeeld, boven ingang van toren
Stenen gevelreliëf boven de ingang van een toren in Weert (Limburg). Sint Maarten (Martinus van Tours) is afgebeeld als ruiter te paard die de helft van zijn mantel aan een bedelaar schenkt. Het beeld is een kopie van een beeld uit vroeger tijden, dat door weer en wind ernstig was aangetast.

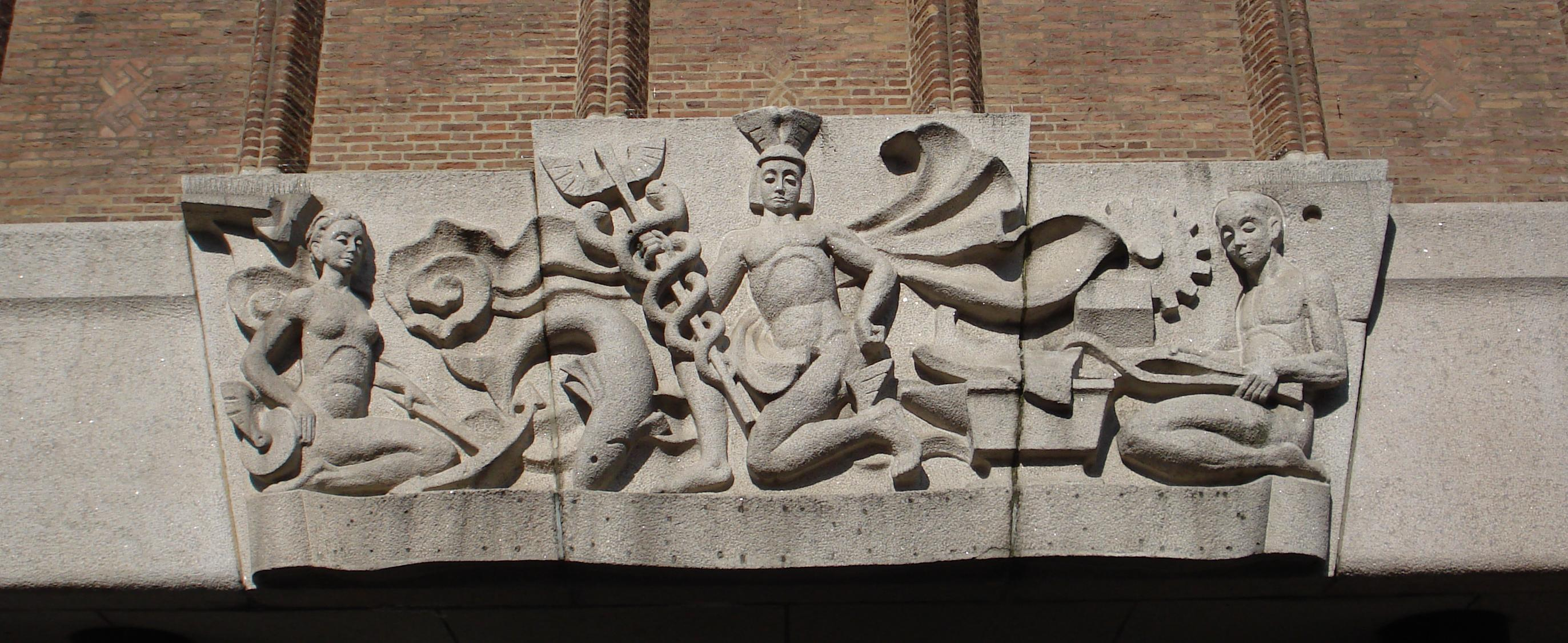
ABN Amro, Rotterdam

### Rotterdam, ABN Amro, ingang
Voor het gebouw van ABN Amro aan de Coolsingel te Rotterdam, heeft Slinger de ingang in natuursteen vervaardigd.

### Stockholm, Nederlandse Ambassade
Voor de Nederlandse ambassade te Stockholm, heeft Slinger de ingang in natuursteen vervaardigd.

### Den Haag, Bethelkapel, houtsnijwerk en doopvont
In de Bethelkapel te Den Haag heeft Slinger het ontwerp van het front en kas van het orgel in hardhout vervaardigd.

Het doopvont dat links voor in de kerk staat, is gemaakt van hardsteen door steenhouwer A. Slinger naar aanwijzingen van ds. Drost.
Een bundel van drie zuilen (beeld van de Drie-eenheid) draagt het ronde bovengedeelte waarin zes kleine voorstellingen zijn uitgehouwen: de vogel Phoenix oprijzend uit het vuur - beeld van het vernieuwende leven; de ark van Noach - beeld van veiligheid van behoud; drie bloemen van de mirt: goud, wierook en mirre. Deze voorstellingen worden afgewisseld door drie afbeeldingen van klimopbladeren (beeld van eeuwigheid en Gods trouw) en wijnranken (beeld van de gelovigen die groeien en bloeien in de wijnstok: Christus).
Op de rand staan de woorden van de apostel Paulus uit Romeinen 6, vers 4 waarmee hij de zin van de doop aanduidt: Opdat ook wij in nieuwheid des levens zouden wandelen. Een met de hand gedreven zilveren deksel met als handvat een duif, sluit het zilveren doopbekken af. Beide zijn vervaardigd door de zilversmeden, de gebroeders Rutgers.

## Overlijden
Ad Slinger overleed op 70-jarige leeftijd en is begraven op begraafplaats Westduin in Den Haag. Bij zijn graf staat een afbeelding, gemaakt door beeldhouwer Gerard Overeem.